# 율리야 카리모바
율리야 자키로브나 카리모바(러시아어: Ю́лия Заки́ровна Кари́мова, 러시아어 발음: [ˈjʉlʲɪjə zæˈkirəvnə kɐˈrʲiməvə], 1994년 4월 22일~)는 러시아의 사격 선수로 주 종목은 소총이다. 2020년 하계 올림픽에서 여자 50m 소총 3자세 부문과 혼성 10m 공기소총 단체전 부문 동메달을 획득했다.